# Tỉnh (Thụy Điển)
Các tỉnh của Thụy Điển (tiếng Thụy Điển: Sveriges landskap) là những khu vực lịch sử, địa lý và văn hóa. Thụy Điển hiện có 25 tỉnh, các tỉnh này không có chức năng hành chính mà chỉ là về mặt truyền thống.
Một tỉnh trong số đó đã là các phân cấp hành chính của Thụy Điển cho đến năm 1634, khi các đơn vị này đã được thay thế bằng các quận của Thụy Điển (län). Một số đã được chiếm từ Đan Mạch-Na Uy. Những tỉnh khác như các tỉnh của Phần Lan đã bị mất. Lappland là tỉnh duy nhất thu được thông qua xâm lược.

## Các tỉnh
- Blekinge (Blechingia*)
- Bohuslän (Bahusia*)
- Dalarna (Dalecarlia*)
- Dalsland (Dalia*)
- Gotland (Gotlandia*)
- Gästrikland (Gestricia*)
- Halland (Hallandia*)
- Hälsingland(Helsingia*)
- Härjedalen (Herdalia*)
- Jämtland (Jemtia*)
- Lappland (Lapponia*)
- Medelpad (Medelpadia*)
- Norrbotten (Norbothnia*)
- Närke (Nericia*)
- Skåne (Scania*)
- Småland (Smolandia*)
- Södermanland (Sudermannia*)
- Uppland (Uplandia*)
- Värmland (Wermlandia*)
- Västmanland (Vestmannia*)
- Västerbotten (Vestrobothnia*)
- Västergötland (Westro Gothia*)
- Ångermanland (Angermannia*)
- Öland (Olandia*)
- Östergötland (Ostro Gothia*)